# Commelle-Vernay
Commelle-Vernay település Franciaországban, Loire megyében. Lakosainak száma 3041 fő (2022. január 1.). Commelle-Vernay Roanne, Villerest, Cordelle, Le Coteau, Parigny, Saint-Cyr-de-Favières és Saint-Jean-Saint-Maurice-sur-Loire községekkel határos.

## Népesség
A település népességének változása:
| Lakosok száma | 912  | 2502 | 2872 | 2849 | 2794 | 2883 | 2955 | 3005 | 3018 | 3041 |
|               | 1968 | 1982 | 1990 | 2006 | 2013 | 2015 | 2017 | 2019 | 2020 | 2022 |